# Степанов, Владимир Иванович (учёный)
Владимир Иванович Степанов (26 февраля 1938 ― 13 июля 2002) ― советский и российский зоотехник-селекционер, педагог. Профессор, доктор сельскохозяйственных наук. Ректор Донского аграрного университета.

## Биография
Родился 26 февраля 1938 года в поселке Старобешево Донецкой области. В 1962 окончил Новочеркасский зооветеринарный институт. После окончания учёбы работал зоотехником-селекционером в учебно-опытном хозяйстве Донского сельскохозяйственного института, где прошёл путь от ассистента до профессора и заведующего кафедрой. 
В 1966 году защитил кандидатскую, в 1973 году – докторскую диссертации. Профессор с 1976 года. С 1980 года — ректор ДСХИ (ныне ДонГАУ) и заведующий кафедрой разведения, генетики и селекции сельскохозяйственных животных. Под руководством Степанова в институте были учреждены новые факультеты, значительно укрепилась материальная база.
Был учеником академика П. Е. Ладана. Изучал селекцию сельскохозяйственных животных и проблемы воздействия космических факторов на жизнедеятельность растительных и животных организмов. Являлся исполнителем работ по созданию новых пород сельскохозяйственных животных, изучению теоретических основ селекции. Под его руководством были защищены 8 докторские и 24 кандидатских диссертаций.
Автор более 360 публикаций, в том числе 5 учебников и учебно-методических пособий для вузов, 4 монографий и множества статей.
Член Международной академии аграрного образования, Международной академии проблем качества и Международной академии информатизации.
Скончался 13 июля 2002 года.

## Награды
- Заслуженный деятель науки Российской Федерации (26 мая 1994) — за заслуги в научной деятельности
- Почётный работник высшего профессионального образования Российской Федерации
- орден «Знак Почёта»
- орден «За заслуги перед Отечеством» IV степени[2]